# Maquanzhen (sockenhuvudort i Kina, Jiangxi Sheng, lat 28,16, long 116,86)
Maquanzhen är en sockenhuvudort i Kina. Den ligger i provinsen Jiangxi, i den sydöstra delen av landet, omkring 110 kilometer sydost om provinshuvudstaden Nanchang. Antalet invånare är 26 157. Befolkningen består av 12 543 kvinnor och 13 614 män. Barn under 15 år utgör 24,0 %, vuxna 15-64 år 68 %, och äldre över 65 år 6,0 %.
Runt Maquanzhen är det ganska tätbefolkat, med 222 invånare per kvadratkilometer. Närmaste större samhälle är Yingtan, 15,7 km nordost om Maquanzhen. Trakten runt Maquanzhen består till största delen av jordbruksmark.
Genomsnittlig årsnederbörd är 2 491 millimeter. Den regnigaste månaden är juni, med i genomsnitt 454 mm nederbörd, och den torraste är oktober, med 26 mm nederbörd.